# TA10
TA10 (Tomb of Amarna 10) è la sigla che identifica una delle Tombe dei nobili ubicate nell'area dell'antica Akhetaton, oggi nota come Amarna, capitale voluta e costruita dal faraone Amenhotep IV/Akhenaton della XVIII dinastia. La città venne abbandonata circa 30 anni dopo la sua fondazione; le tombe vennero abbandonate e in parte riutilizzate in epoca moderna come romitaggi di monaci copti. L'abbandono millenario e i danni causati dalla presenza umana hanno spesso reso irriconoscibili le strutture originarie e danneggiato pesantemente, quando non reso illeggibili, scene pittoriche e rilievi parietali.

## Titolare
TA10 era la tomba di:
| Titolare | Titolo                                                                                                   | Necropoli | Dinastia/Periodo | Note             |
| -------- | --- | --------- | ---------------- | ---------------- |
| Ipy      | Primo amministratore; Scriba reale; Sovrintendente del grande harem del faraone; Amministratore di Menfi | Amarna    | XVIII dinastia   | area meridionale |

## Biografia
Nessuna notizia biografica è ricavabile dalla tomba amarniana, il titolare, tuttavia, potrebbe essere identificabile in omonimo titolare di una tomba anche a Saqqara.

## La tomba
La tomba non è ultimata ed è planimetricamente costituita da un corridoio di accesso a un'unica sala rettangolare in cui sono visibili i lavori per realizzare quattro pilastri, che avrebbero dovuto sorreggere il tetto; di questi solo uno venne completamente realizzato. Sugli stipiti di ingresso, benché la tomba non sia ultimata, vennero realizzati testi di petizioni funerarie. Nel breve corridoio di accesso, sul lato ovest tracce di un inno ad Aton, ad est, nella parte superiore, il re Akhenaton, la regina Nefertiti e le principesse Merytaton, Maketaton e Ankhesepaaton in offertorio ad Aton; nella parte inferiore il defunto con testi di preghiere. Il soffitto reca una petizione funebre.

### Fonti
1. ↑  Porter e Moss 1968, Parte IV, p. 223.
2. ↑  Reeves 2001, p. 136.
3. ↑  Porter e Moss 1968, Parte IV, pp. 223-224.
4. ↑  Porter e Moss 1968, Vol. IV, pp. 224.
5. ↑  Davies 1903, Parte IV, pp. 19-20, Tavv. XXX-XXXI.